# Acord de normalització entre Israel i Bahrain
L'acord entre Bahrain i Israel és un acord per a normalitzar les relacions diplomàtiques entre Bahrain i Israel que es va signar el 15 de setembre de 2020. Quatre dies abans, el president estatunidenc, Donald Trump ho va anunciar per Twitter. L'acord es va fer oficial en una cerimònia de signatura a la Casa Blanca a Washington DC. Bahrain s'ha convertit en el quart estat àrab i a reconèixer Israel i el segon en un mes.

## Context

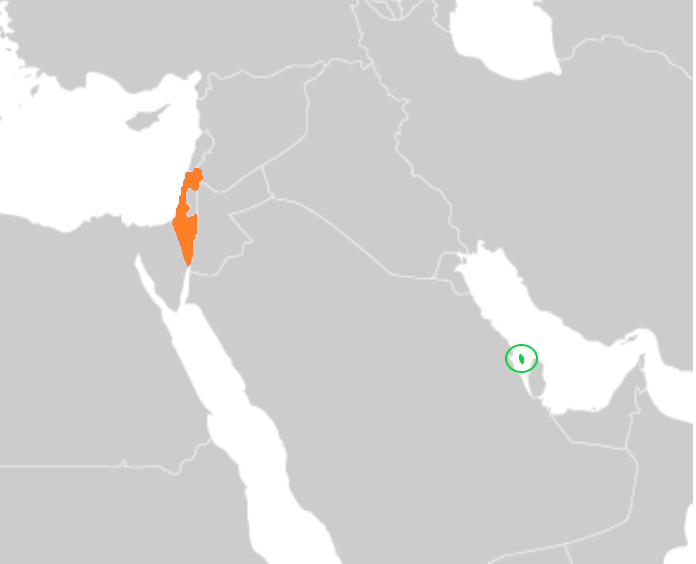
Ubicació de Bahrain (verda) i Israel (taronja) dins de l'Orient Mitjà

Els dies 20 i 21 de maig de 2017, en la capital saudita, es va celebrar una cimera de 55 països musulmans i els Estats Units en la qual es va discutir l'arrelament del terrorisme global. Després de reunir-se amb el rei saudita i els líders dels països sunnites, inclòs Bahrain, es va discutir la creixent influència de l'Iran.
Al setembre de 2017, el rei de Bahrain va denunciar el boicot àrab a Israel, dient que els ciutadans del regne tenien dret a visitar Israel, a pesar que els dos països no tenien relacions diplomàtiques, en un discurs dirigit al rabí Marvin Hier, president del Centre Simon Wiesenthal de Los Angeles.
Després de la retirada dels Estats Units de l'acord nuclear iranià el 8 de maig de 2018, Aràbia Saudita, els Emirats Àrabs Units (EAU) i Bahrain van acollir i van donar suport públicament a la mesura, citant les activitats desestabilitzadores iranianes a l'Orient Mitjà. La pressió de la creixent influència i participació de l'Iran a la regió ha donat com a resultat el suport de Bahrain a la postura israeliana contra l'Iran i ha acostat als països. Enmig de l'incident entre Israel i l'Iran ocorregut al maig de 2018 a Síria, el Ministre d'Afers Exteriors de Bahrain va expressar el seu suport al "dret d'Israel a defensar-se".
Els dies 13 i 14 de febrer de 2019, tant Bahrain com Israel van participar en una conferència de seguretat a Varsòvia (Polònia) en la qual es va debatre la creixent influència de l'Iran. Posteriorment, les relacions entre Israel i els països del Golf es van enfortir. Els dies 25 i 26 de juny de 2019, Bahrain va acollir la conferència "De la pau a la prosperitat" (Peace to Prosperity) a Al-Manama, en el qual l'administració Trump va presentar la part econòmica de l'acord de pau Trump. L'Autoritat Nacional Palestina va rebutjar el pla mentre que Israel no va ser convidat, encara que es va permetre que els periodistes israelians cobrissin els esdeveniments.

### Acord dels EAU i Israel
El 13 d'agost de 2020, el president Trump va anunciar que els EAU i Israel anaven a normalitzar les relacions en el marc de l'acord "de pau" entre Israel i els Unió dels Emirats Àrabs. Bahrain va elogiar l'acord proclamant que contribuiria a l'estabilitat i la pau regional. A més, com a senyal de la creixent cooperació entre les parts, Bahrain, juntament amb Aràbia Saudita, ha permès que els vols procedents i amb destinació a Israel sobrevolin el seu espai aeri, la qual cosa demostra el suport a l'acord.
Els Estats àrabs, si bé continuen donant suport als drets dels palestins, estan cada vegada més disposats a buscar algun tipus de relació amb Israel. L'enfocament "fragmentari" de l'administració Trump aprofita al màxim la incapacitat d'assegurar una solució al conflicte arabo-israelià, tractant en canvi de normalitzar les relacions entre Israel i la resta dels països àrabs.

## Acord
L'acord consisteix en l'establiment de relacions diplomàtiques entre Bahrain i Israel, que és el primer pas perquè Bahrain normalitzi plenament els seus llaços amb Israel. L'acord disposarà l'intercanvi d'ambaixadors i l'obertura d'ambaixades en cada país, així com la cooperació en matèria de tecnologia, salut i agricultura, entre altres esferes. També permet l'establiment de vols entre Tel-Aviv i Al-Manama. La cerimònia de signatura de l'acord se celebrarà a la Casa Blanca el 15 de setembre de 2020.

## Reaccions

Suport
Rebuig
Ambigu/Neutral
No s'ha posicionat

### Favorables
- Alemanya: El Ministre d'Afers Exteriors, Heiko Maas, va dir: "L'establiment de relacions diplomàtiques entre Israel i Bahrain és un pas important més cap a la pau a la regió".
- Austràlia: La Ministra de Relacions Exteriors, Marise Payne, va dir que Austràlia acull amb beneplàcit la normalització de les relacions entre els dos estats i ho va qualificar com un valent pas endavant en la pau i la seguretat en l'Orient Mitjà.
- Àustria: El ministeri d'Afers Exteriors acull amb gran satisfacció l'establiment de relacions diplomàtiques i ho considera un pas important cap a la estabilitat i pau.
- Bahrain: L'assessor principal del rei de Bahrain, Hamad bin Salman al-Khalifa, va declarar que l'acord de normalització "envia un missatge positiu i encoratjador al poble d'Israel, que una pau justa i completa amb el poble palestí és el millor camí i el veritable interès per al seu futur i el dels pobles de la regió".[15]
- Brasil
- Bulgària[16]
- Canadà: El Ministre d'Afers Exteriors, François-Philippe Champagne diu que el Canadà acull amb satisfacció la normalització entre Israel i Bahrain dient que és un pas positiu i important per a millorar la pau, l'estabilitat i la seguretat a l'Orient Mitjà.
- Corea del Sud[17]
- Costa Rica
- Croàcia: El Ministeri de Relacions Exteriors va declarar que acull amb beneplàcit l'acord entre Israel i Bahrain sobre l'establiment de relacions diplomàtiques plenes, qualificant-lo de "un altre pas cap a l'estabilitat de la regió". També va elogiar als Estats Units pel seu paper en el procés.
- Egipte: El President Abdelfatah Al-Sisi, que va ser un dels primers a reaccionar, va apreciar l'acord entre Bahrain i Israel i el va qualificar d'important per a l'estabilitat i la pau a la regió de l'Orient Mitjà.[18]
- Eslovènia
- Emirats Àrabs Units: El ministre d'Afers Exteriors declarà que "l'acord representa un pas significatiu cap a una era de seguretat i prosperitat ... i ampliaria l'abast de les vies de cooperació econòmica, cultural, científica i diplomàtica".[19]
- Espanya[20]
- Estònia
- França: Acull amb satisfacció l'acord i, en un comunicat oficial del Ministeri d'Afers Exteriors, declaren que "el nou momentum reflectit per aquest anunci ha de contribuir a la pau i l'estabilitat regionals. Per a això, la suspensió de l'annexió dels territoris palestins ha de convertir-se en permanent i han de reprendre's les negociacions directes entre israelianes i palestins amb la intenció d'establir dos Estats viables de conformitat amb el dret internacional i els paràmetres acordats".[21]
- Filipines[22]
- Grècia[23]
- Guatemala[24]
- Hondures
- Hongria: Acull amb gran satisfacció l'acord de normalització[25] i el ministre d'Afers Exteriors, Péter Szijjártó, ha acceptat la invitació de Donald Trump d'assistir en la cerimònia de la signatura de l'acord després de fer-ho també amb l'acord Israel-EAU. En les dues ocasions, ha sigut l'únic ministre de la UE que hi ha assistit.[26]
- Israel: El Primer Ministre Binyamín Netanyahu va dir que "aquesta és una nova era de pau". Hem invertit en la pau durant molts anys i ara la pau invertirà en nosaltres, la qual cosa portarà grans inversions a l'economia israeliana".[27]
- Itàlia[28]
- Kosovo: La Ministra d'Afers Exteriors, Meliza Haradinaj, va felicitar a Bahrain i Israel per l'establiment de relacions diplomàtiques.
- Letònia: El Ministre d'Afers exteriors de Letònia, Edgars Rinkēvičs, va dir que acollia amb satisfacció la notícia de l'establiment de relacions diplomàtiques plenes entre Israel i Bahrain, dient que "fomentarà la pau i l'estabilitat a la regió". A més, va aplaudir el paper dels Estats Units pels esforços per a facilitar la normalització de les relacions entre Israel i Bahrain.
- Lituània
- Noruega[29]
- Nova Zelanda
- Oman: els mitjans de comunicació estatals van informar que Oman "acull amb satisfacció la decisió de normalitzar les relacions" i "espera que aquesta nova via estratègica adoptada per alguns països àrabs contribueixi a aconseguir una pau basada en la fi de l'ocupació israeliana de les terres palestines i en l'establiment d'un Estat palestí independent amb Jerusalem Oriental com a capital".[30]
- Paraguai
- Regne Unit: El Secretari d'Estat d'Afers Exteriors, Dominic Raab, va dir: "Dono la benvinguda a aquest important acord que normalitza les relacions entre Bahrain i Israel. Les plenes relacions diplomàtiques entre dos amics del Regne Unit són una excel·lent notícia".[31]
- República Txeca: En una declaració, asseguren que acullen amb beneplàcit i afirmen que "es pot enfortir encara més l'esperança en la cooperació i la pau, tan necessàries, entre els països de l'Orient Mitjà, donant un nou impuls a les negociacions sobre la solució del conflicte israelianopalestí".
- Romania: El Ministre d'Afers Exteriors, Bogdan Aurescu, va dir que Romania acull amb beneplàcit l'històric anunci sobre la normalització de les relacions entre Israel i Bahrain, afegint que aquest anunci probablement contribuirà a una major estabilitat i seguretat a l'Orient Mitjà.
- Estats Units: El president Donald Trump va tuitejar: "Un altre avanç històric! Els nostres dos grans amics, Israel i el Regne de Bahrain, han arribat a un acord de pau. Aquest és el segon país àrab que fa la pau amb Israel en trenta dies."[32]
- República de la Xina (Taiwan)
- Ucraïna: El ministeri d'Afers Exteriors tuiteja: "Felicitacions als nostres amics d'Orient Mitjà per l'assoliment històric de la normalització de les relacions entre Israel i els Unió dels Emirats Àrabs i Israel i Bahrain. Esperem que els tractats signats avui a Washington després dels esforços diplomàtics del Departament d'Estat dels EUA contribueixin a una pau duradora a la regió".
- Unió Europea: Acull amb beneplàcit l'establiment de les relacions diplomàtiques entre els Estats i reconeix la contribució dels Estats Units per a aconseguir l'estabilitat a l'Orient Mitjà.[33]
- Xipre

### No favorables
- Iemen: El Ministeri de Relacions Exteriors va dir que "no hi haurà normalització tret que es restableixin els drets del poble de conformitat amb la Iniciativa de Pau Àrab".[34]
- Iran: El ministeri d'Afers Exteriors declararen que "els governants de Bahrain seran a partir d'ara socis dels crims del règim sionista com una amenaça constant a la seguretat de la regió i del món de l'Islam". També afirmen que a través d'aquest "vergonyós" acord, Bahrain ha "sacrificat la causa palestina en l'altar de les eleccions americanes". I adverteixen que "el seu resultat serà, sens dubte, una ira creixent i un odi durador cap al poble oprimit de Palestina, els musulmans i les nacions lliures del món.[35][36]
- Palestina: Els líders palestins van denunciar l'acord com una traïció a Jerusalem i a la causa palestina. Els líders també han cridat a consultes al seu ambaixador d'Al-Manama.[37]
- Turquia: El Ministeri d'Afers Exteriors de Turquia "va denunciar enèrgicament i va expressar la seva preocupació per la decisió de Bahrain d'establir relacions diplomàtiques amb Israel. L'acord ha sigut un revés per als esforços per defensar la causa palestina i perpetua les pràctiques il·legals d'Israel".[38]

### Posició ambigua o altres
- Irlanda: El ministre d'Afers Exteriors, Simon Coveney, va tuitejar que "la UE segueix disposada a donar suport a israelians i palestins en els seus esforços per reprendre negociacions significatives sobre totes les qüestions relatives a l'estatut final, a fi d'aconseguir una pau justa i duradora basada en una solució de dos Estats", en referència l'acord.
- Jordània: El ministre d'Afers Exteriors, Ayman Safadi, va dir que els passos necessaris per a aconseguir una pau justa i completa a la regió haurien de venir d'Israel i que després de l'anunci de la normalització dels llaços entre Israel i Bahrain, Israel hauria de "detenir totes les seves accions per a soscavar la solució dels dos estats i posar fi a l'ocupació il·legal de les terres palestines".[39][40]
- Qatar: En el dia de la cerimònia de la signatura de l'acord, la portaveu del Ministeri d'Afers Exteriors, Lolwah Rashid Al-Khater, ha rebutjat qualsevol tipus de normalització del país amb Israel ja que no considera "que la normalització hagi estat el nucli d'aquest conflicte i, per tant, no pot ser la resposta". La portaveu va afegir que "el nucli d'aquest conflicte és sobre les dràstiques condicions en les quals viuen els palestins" com a "gent sense país, vivint sota l'ocupació".[41]
- Sudan: Segons un mitjà de comunicació, l'ambaixador del país als Estats Units va assistir a la cerimònia de la signatura de l'acord entre Bahrain i Israel.[42]